# Архитектурен комплекс „Музей на религиите“
Архитектурен комплекс „Музей на религиите“ е музей в Стара Загора.
Единствената обществена сграда, оцеляла след опожаряването на Стара Загора през Руско-турската освободителна война е Ески джамия. Изграждането ѝ е приключило в края на 1409 г. Сградата е с преддверие от север и квадратен молитвен салон. В джамията е отслужен тържествен молебен след повторното освобождаване на Стара Загора през януари 1878 г. в присъствието на главнокомандващия на руските войски Николай Николаевич, брат на император Александър II. Тя изпълнява и функциите на християнски храм до възстановяване на черквите в града.
Призната е за народна старина през 1927 г. (ДВ, бр. 221 от 1927 г.) През 1968 г. „Ески джамия“ е обявена за национален архитектурно-строителен паметник на културата от Античността и Средновековието (ДВ, бр. 75 от 1968 г.), а през 1972 г. стенописите – за паметник на архитектурата и изобразителното изкуство от национално значение (ДВ, бр. 94 от 1972 г.). Статутът ѝ на архитектурно-строителен паметник на културата с национално значение е препотвърден през 1975 г. (ДВ, бр. 22 от 1975 г.). През 2003 г. със заповед на директора на НИПК, границите на средновековната християнска гробищна църква са определени като индивидуален археологически паметник на културата.
В молитвения салон започват археологически разкопки, при които са разкрити недвижими паметници от различни епохи: останки от езическо светилище на Тракийския конник от 2 век, култова яма от края на ранножелязната епоха от 10 век пр.н.е., култова яма с погребение на свиня от късноримската епоха-III – IV в., основи на еднокорабна, едноапсидна християнска църква, изградена към края на X в.
Пълна реставрация и консервация по проект на Министерството на културата е извършена през 2011 – 2012 г. Показани са запазените култови елементи от различните епохи. 